# Barzellette sulla viola
Le barzellette sulla viola sono una categoria di barzellette che hanno come soggetto la viola e i violisti. Originate verosimilmente nel XVIII secolo, quando lo strumento aveva un ruolo subalterno, le barzellette sulla viola sono radicate nella cultura orchestrale, sono presenti in varie lingue e permeano ambienti musicali di ogni livello, al punto che vengono riportate da violisti come Bašmet e una selezione di barzellette era pubblicata in ogni numero della rivista Classical Music.
Alcune barzellette sono molto specifiche e possono essere comprese solo da musicisti, essendo legate ad aspetti della tecnica musicale o della vita professionale di un musicista, mentre altre sono più generiche e non richiedono conoscenze settoriali per essere comprese. Alcune barzellette si prendono gioco delle caratteristiche dello strumento, altre ironizzano sulle persone che lo suonano.

## Storia
Un aneddoto del Settecento, riportato dallo storico della musica inglese Charles Burney, è probabilmente all'origine di molte barzellette sulla viola, e racconta come Francesco Geminiani, nominato direttore dell'orchestra di Napoli, avesse una tenuta del tempo molto precaria, mandando continuamente in confusione l'orchestra, al punto da essere "retrocesso" al ruolo di violista.
Tra in XVIII e il XIX secolo la viola era infatti negletta nella scrittura orchestrale che, ad eccezione dei compositori più brillanti, le riservava parti di ripieno estremamente povere. Allo stesso tempo, lo strumento non godette della stessa attenzione riservata ad altri strumenti ad arco, quali il violino o il violoncello, come ruolo solista o cameristico. La semplicità delle parti orchestrali, unita al fatto che un violinista poteva rapidamente adeguarsi al ruolo di violista per via della similitudine tecnica tra i due strumenti, fece sì che il ruolo di violista all'epoca fosse ricoperto in molte orchestre da violinisti troppo inetti per suonare le parti di violino o, più in generale, da musicisti mediocri.
Nel tardo romanticismo la viola tornò a coprire un ruolo importante nella scrittura musicale, ma per via del suo suono cupo e melanconico era generalmente protagonista in passaggi lenti e sostenuti, rafforzando il cliché che i violisti sapessero suonare solo parti "facili" e non fossero in grado di affrontare passi tecnicamente complessi, che non studiassero le parti e fossero generalmente ottusi.

## Caratteristiche
Le barzellette sulla viola sono radicate nella goliardia orchestrale, che vede i violisti come gli stupidi per eccellenza dell'orchestra, idealizzati come personaggi inetti ed incapaci. Tale visione umoristica e le barzellette ad essa associate riflettono l'effettivo ruolo subalterno dei violisti orchestrali all'epoca, alla cui condizione di inferiorità veniva associata incapacità, divenendo oggetto d'ilarità e scherno. È espressione di un meccanismo di difesa sociale consistente nel proiettare su un gruppo designato gli impulsi negativi. Il meccanismo che porta all'individuazione in un ambiente di un particolare soggetto o gruppo come oggetto di derisione avviene anche in altri contesti, ed è legato all'associazione ad essi di un insieme di caratteristiche o atteggiamenti ritenuti negativi: nel caso della musica, si tratta ad esempio della scarsa intonazione, del non andare a tempo, la scarsa abilità tecnica e il possesso di strumenti di poco pregio. In altri contesti musicali avvengono fenomeni analoghi, ad esempio nel mondo del jazz il ruolo delle "vittime" dell'ilarità è in genere ricoperto dai suonatori di banjo.